# 扬·谢拉达
扬·谢拉达（1879年5月13日—1943年11月19日（下落不明））是白俄罗斯的政治家、教育家和作家，白俄罗斯民主共和国的第一任总统。

## 生平
谢拉达1879年出生于俄罗斯帝国的明斯克省Novogrudsky Uyezd县Zadźvieji村。1905-1906年，谢拉达在满洲里的俄罗斯帝国军队中服役，并参加了第一次世界大战。谢拉达于1903年毕业于华沙的一所兽医学校，并于1907-1911年在明斯克省担任兽医工作。同时，他还在马里纳戈尔卡的一所农业学院担任教师。
扬·谢拉达参与了白俄罗斯革命党并成为党员和积极成员。1917年，他被选举为第一届全白俄罗斯大会主席。1918年，他被选为白俄罗斯民主共和国的首任总统。1918年2月，他与西蒙·拉克·米哈伊洛夫斯基和亚历山大·茨维基耶维奇带领白俄罗斯代表团参加了布列斯特-立陶夫斯克条约的谈判。
20世纪20年代，谢拉达在白俄罗斯苏维埃社会主义共和国的农业部担任不同职务，同时也担任几所学院的教师，并出版了一些关于农业的著作。1930年7月4日，谢拉达卷入反苏组织白俄罗斯解放联盟案之中，尔后被内务部逮捕。1931年4月，他被判处在俄罗斯的雅罗斯拉夫尔流放5年。此后，他于1941年再次被判处在古拉格十年监禁。1943年11月19日，他从古拉格获得自由，接下来他的命运如何就无人得知了。
1988年与1989年期间，他得到平反。

## 作品
- Як трэба каваць коні. Мн., 1926;
- Вэтэрынарыя і зоагігіена. Кн. 1-2. Мн., 1927–1928;
- Пабудова сіласаў у калгасах і саўгасах. Мн., 1930.

## 资料来源
- Маракоў Л.У. Рэпрэсаваныя літаратары, навукоўцы, работнікі асветы, грамадскія і культурныя дзеячы Беларусі, 1794-1991. Энц. даведнік. У 10 т. Т.2. —Мн:, 2003. ISBN 985-6374-04-9